# Kalanchoe delagoensis
Kalanchoe delagoensis ist eine Pflanzenart der Gattung Kalanchoe in der Familie der Dickblattgewächse (Crassulaceae).

## Beschreibung

### Vegetative Merkmale
Kalanchoe delagoensis ist eine robuste, vollständig kahle, zweijährige oder mehr oder weniger ausdauernde, sukkulente Pflanze, die Wuchshöhen zwischen 0,2 und 2 Metern erreicht. Die aufrechten Stängel sind einfach und stielrund. Die zu dritt sitzenden, scheinbar gegen- oder wechselständigen Laubblätter sind gewöhnlich aufrecht bis ausgebreitet gerade. Sie sind leicht zylindrisch, oberseits etwas rinnig und erreichen bei Durchmessern von 2 bis 6 Millimetern eine Länge von 1 bis 13 Zentimetern. Die an der Basis verschmälerte Blattspreite ist rötlich-grün bis graugrün mit rötlich braunen Flecken. An der Spitze des Blattrandes sitzen zwei bis neun kleine Zähne, an denen zahlreiche Brutknospen sitzen.

### Blütenstände und Blüten

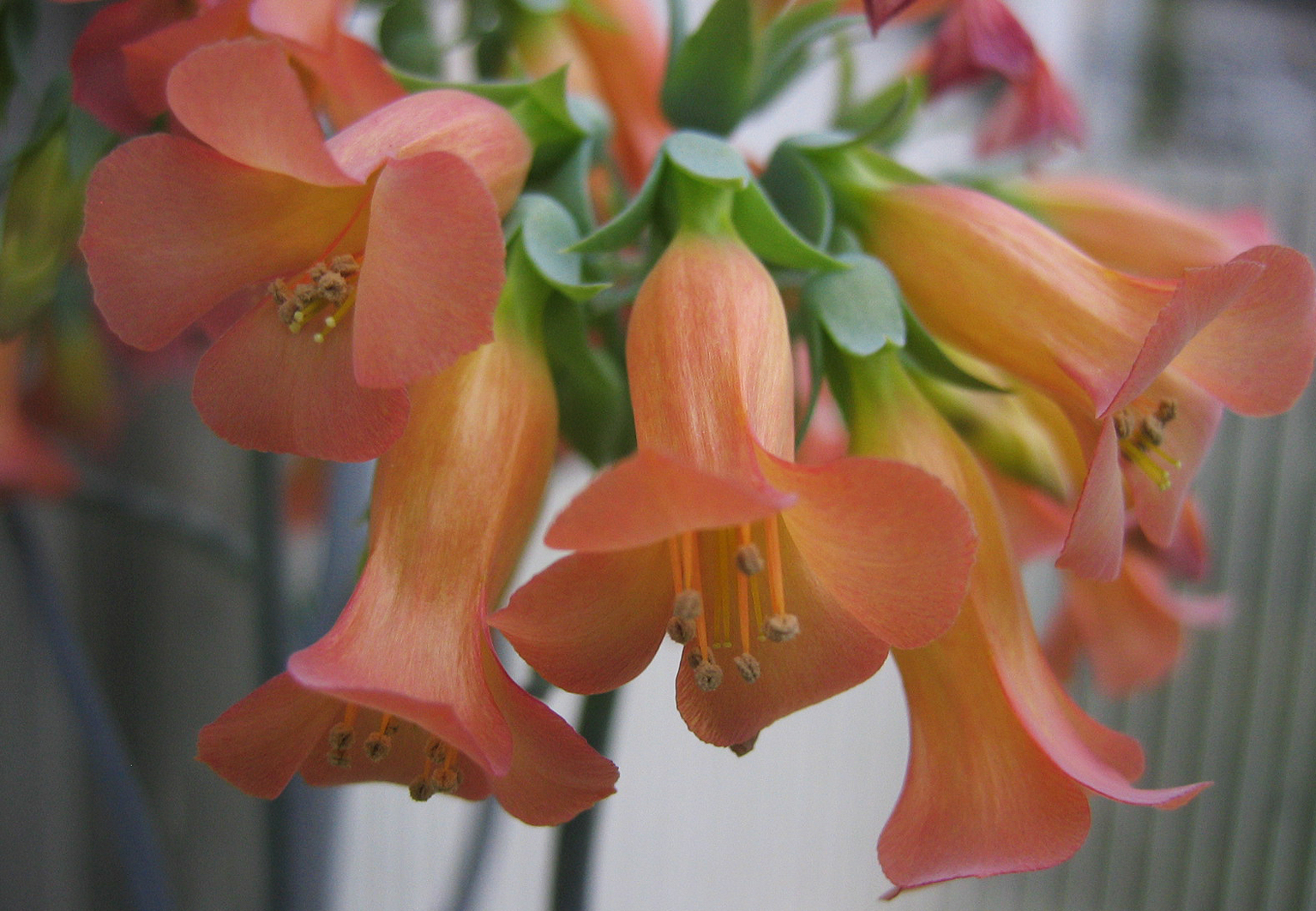
Blüten

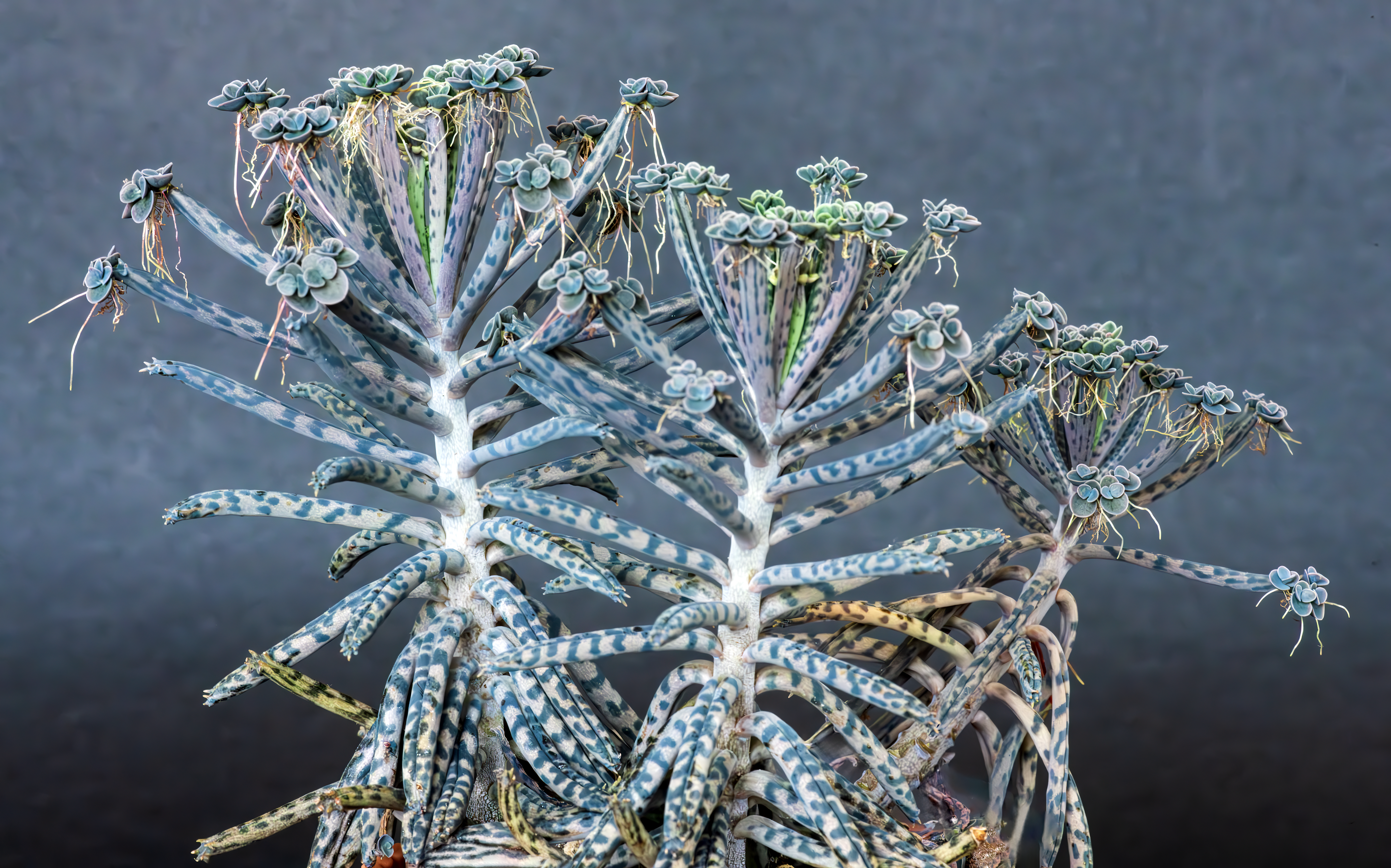
Es ist in der Lage, sich vegetativ aus Pflänzchen zu vermehren, die sich an seinen Blatträndern entwickeln.

Die kompakten, vielblütigen Blütenstände bilden 10 bis 25 Zentimeter lange Thyrsen. Der schlanke Blütenstiel ist zwischen 6 und 20 Millimeter lang. Die zwittrigen Blüten hängen. Die rötlichen bis grünen und rot gestreiften Kronblätter sind glockig verwachsen. Die 2,5 bis 6 Millimeter lange Kronröhre endet in stark zugespitzten, dreieckig-lanzettlichen Kronzipfeln von 5 bis 10 Millimeter Länge und von 3,7 bis 5,7 Millimeter Breite. Die Staubblätter sind unterhalb der Mitte der Kronröhre angeheftet und ragen über die Röhre nicht hinaus. Die 2 bis 2,5 Millimeter großen Staubbeutel sind eiförmig. Die 0,7 bis 2 Zentimeter langen Nektarschüppchen sind halbrund bis quadratisch mit einer gerundeten Spitze. Das eiförmig-längliche Fruchtblatt ist 5,5 bis 6,5 Millimeter lang. Der Griffel hat eine Länge von etwa 2 Millimetern.

### Früchte und Samen
Die aufrechten Balgfrüchte enthalten Samen mit Durchmessern von 0,6 bis 2,5 Millimeter.

## Systematik, Chromosomenzahl und Verbreitung
Kalanchoe delagoensis gehört zu Sektion Bryophyllum und ist in Zentral- und Süd-Madagaskar auf offenen, bewaldeten Grasland sowie auf felsigen Hängen verbreitet und wächst auf sandigem oder felsigen Untergrund. Die Art wird in den gesamten Tropen kultiviert bzw. wächst dort verwildert.
Die Chromosomenzahl ist {\displaystyle 2n=68}.
Die Erstbeschreibung erfolgte 1837 durch Christian Friedrich Ecklon und Carl Ludwig Philipp Zeyher. Der wissenschaftliche Artname delagoensis verweist auf die Delago-Bucht (heute Maputo-Bucht) im Osten von Mosambik. Die beiden bekanntesten Synonyme sind Bryophyllum tubiflorum Harv. und Kalanchoe tubiflora Raym.-Hamet.

## Nachweise